# Tiberius Hemsterhuis
Tiberius Hemsterhuis est un philologue hollandais, né à Groningue le 1er février 1685 et mort à Leyde le 7 avril 1766.

## Biographie
Il suivit, dès l'âge de quatorze ans, les cours de l'université dans sa ville natale et s'y distingua dans l'étude des mathématiques et de la philosophie ; il se rendit ensuite à Leyde pour assister aux leçons d'histoire et de belles-lettres du célèbre Perizonius.
Étant encore étudiant, il fut chargé de mettre en ordre les manuscrits de la bibliothèque. En 1704, à peine âgé de dix-neuf ans, il devint professeur de mathématiques et de philosophie à Amsterdam, tout en continuant son éducation philologique. Il exerça une influence considérable sur les études en remettant en honneur la langue grecque, singulièrement négligée en Hollande depuis l'époque de Gronovius et d'Heinsius et en introduisant une nouvelle méthode d'enseignement fondée sur l'analogie et sur la recherche des éléments primitifs des mots.
En 1717, Hemsterhuys passa à l'université de Franeker, et en 1740 à celle de Leyde et y détint pendant de longues années le sceptre de la critique philologique ; il forma des élèves distingués, au premier rang desquels brillèrent Ruhnken et Walckenaer.

## Œuvres
Outre ses éditions savantes d'auteurs anciens, tels que Pollux, Lucien, Aristophane, Xénophon, Chrysostôme, Galhniaque, Properce, etc., Hemsterhuys écrivit de nombreuses dissertations, dont les plus remarquables sont : 
- De Græcæ Linguæ præstantia (Franeker, 1720, in-8) ;
- De Mathematum et philosophiæ studio eum literis humanioribus conjungendo (id., 1725, in-8) ;
- De Literarum humaniorum studiis ad mores emendandos (Leyde, 1740, in-8).